# Notropis orca
La carpita de El paso (Notropis orca) es una especie de pez dulceacuícola, hoy extinta, endémica de norte de México. 

## Clasificación y descripción
Era un pez de la familia Cyprinidae del orden Cypriniformes. Tenía un cuerpo alto y robusto y una cabeza alta y amplia. Su coloración no era muy conspicua, la cabeza era oscura en su parte superior y el resto plateado, presentaba una banda lateral plateada. Este pez alcanzaba una talla máxima de 74 mm de longitud patrón. Los machos pueden llegar alcanzar los 9 cm de longitud total.

## Distribución
Este pez se distribuía en el cauce principal del río Bravo desde Nuevo México hasta la desembocadura y algunos tributarios en EUA, en México fue registrada en Chihuahua y Tamaulipas.

## Ambiente
Este pez dulceacuícola habitaba en rápidos someros sobre lechos rocosos de piedras, grava, arena y lodo, en zonas someras (1.3 a 1.5 m) de corrientes moderadas a rápidas.

## Estado de conservación
Esta especie se considera extinta y así aparece enlistada tanto en la Norma Oficial Mexicana 059 (NOM-059-SEMARNAT-2010, categoría E), como en la Lista Roja de la Unión Internacional para la Conservación de la Naturaleza (UICN, categoría Ex).